# فرانشيسكا دورانتي
فرانشيسكا دورانتي (مواليد 2 يناير 1935) كاتبة إيطالية.

## الحياة الشخصية
ولدت فرانشيسكا في جنوة وحصلت على إجازة في القانون من جامعة بيزا. تزوجت من إنريكو ماجنيني عام 1956. رزقا بطفل واحد وانفصلا في عام 1960. تزوجت من ماسيمو دورانتي وأنجبا طفلا واحدا وتطلقا في عام 1976.

## مهنة الكتابة
بدأت الكتابة خلال السبعينيات. نُشرت روايتها الأولى «الفتاة» في عام 1976. وفي عام 1978 نشرت كتاب «بيازا ميا بيلا بياتزا»، تلتها رواية «لا كازا سول لاغو ديلا لونا» التي حصلت على جائزة باجوتا وبريميو مارتينا فرانكا عام 1984. وفي عام 1988 نشرت دورانتي رواية مؤثرات شخصية، والتي حصلت من خلالها على جائزة كامبيلو.
يستكشف عملها التفاعلات بين الحياة والفن. تستند بعض الأعمال المبكرة إلى تجارب حياتها الخاصة، على سبيل المثال تستمد رواية الفتاة من فترة طفولتها.